# کوه سیلالی
کوه سیلالی (به لاتین: Mount Silali) یک کوه و تپه در کنیا است که در کنیا واقع شده‌است. کوه سیلالی ۲٬۳۵۵ متر بالاتر از سطح دریا واقع شده‌است.